# Leo Suter

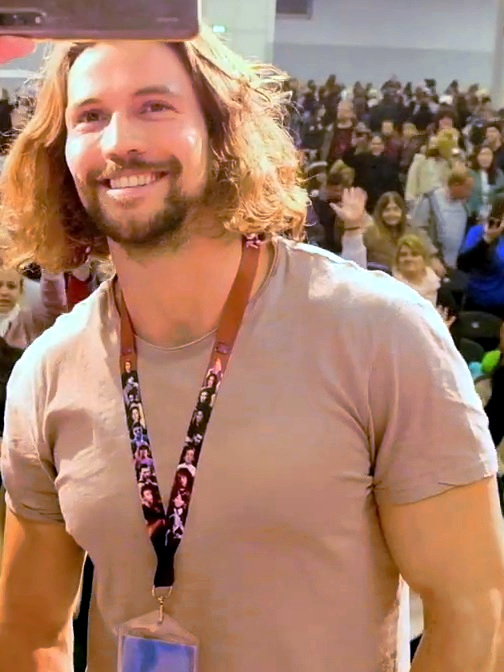
Leo Suter auf der German Comic Con 2022

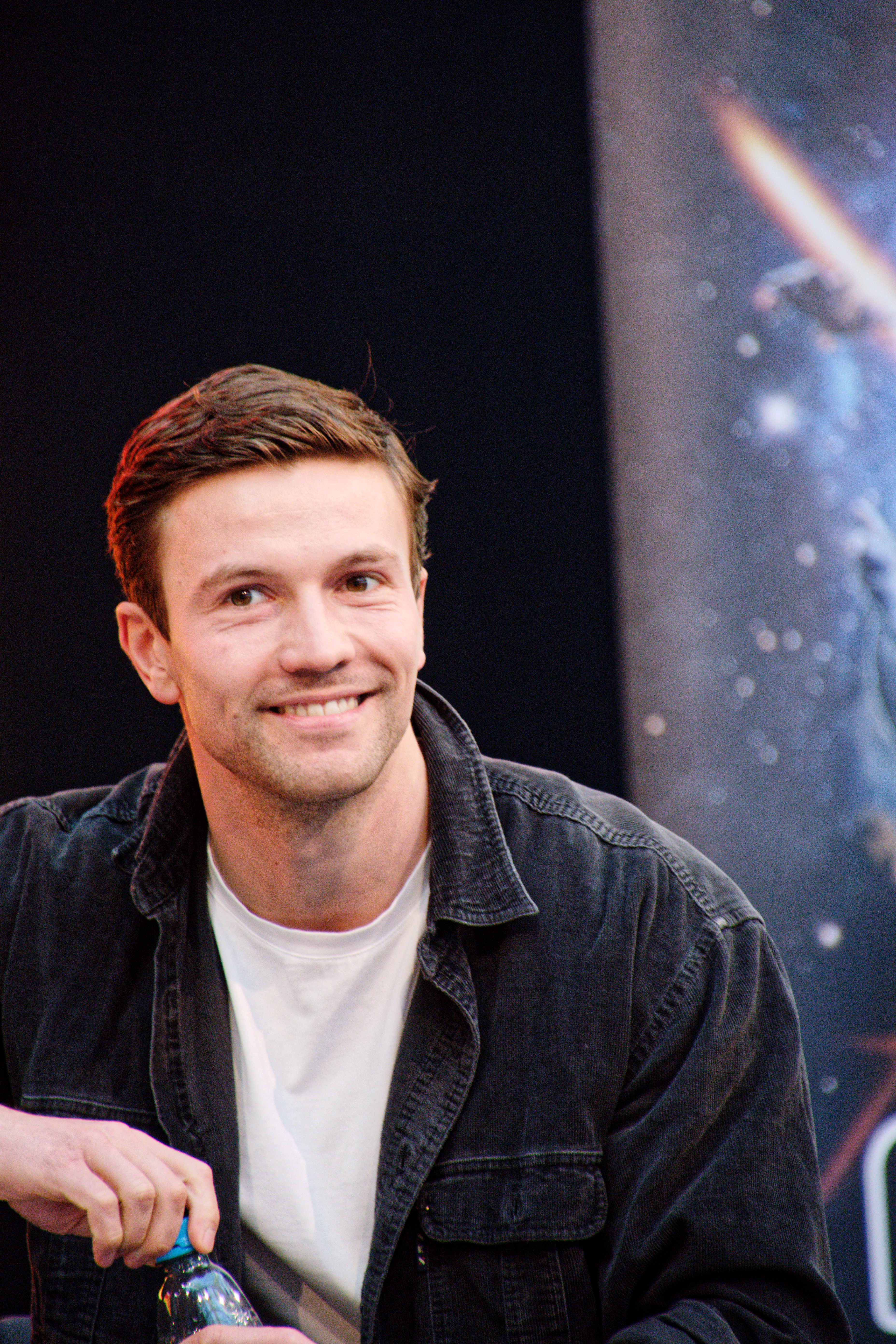
Leo Suter 2024 mit kurzen Haaren, da er einen Polizisten spielt

Leo Suter (* 26. September 1993) ist ein britischer Schauspieler.

## Leben
Leo Suter besuchte die St Paul’s School, anschließend studierte er  an der University of Oxford.
Am Theater stand er beispielsweise als Mercutio in Romeo und Julia am Southwark Playhouse, als Patsy in The Winterting am Oxford Playhouse und als Subtle in The Alchemist am Arcola Theatre auf der Bühne.
2016 war er im Spielfilm Fallen – Engelsnacht von Scott Hicks als Trevor zu sehen. Im Folgejahr verkörperte er in der ITV-Historienserie Victoria die Rolle des Edward Drummond. In der zweiten Staffel der BBC-Serie Clique spielte er 2018 die Rolle des Jack Yorke.
Im Spielfilm Music, War and Love von Martha Coolidge hatte er 2019 an der Seite von Adelaide Clemens eine Hauptrolle als Robert Pulaski. Ebenfalls 2019 war er in der britischen Historiendrama-Fernsehserie Beecham House mit Tom Bateman als John Beecham als dessen Bruder Daniel zu sehen. Im Netflix-Ableger Vikings: Valhalla der Serie Vikings übernahm er die Rolle des Harald Sigurdsson.
2023 spielte er im Filmdrama Widow Clicquot den deutschen Schaumweinproduzenten Georg Christian Kessler.
In den deutschsprachigen Fassungen wurde er unter anderem von Ricardo Richter (Victoria, Beecham House), Tino Mewes (Fallen – Engelsnacht) sowie Dennis Sandmann (Der Befreier) synchronisiert.
2023 heiratete er die US-amerikanische Tänzerin Haylee Roderick.

## Filmografie (Auswahl)
- 2012: In Passing, I Am (Kurzfilm)
- 2012: Bad Education – Football Match (Fernsehserie)
- 2013: Round and Round the Garden (Kurzfilm)
- 2014: Maleficent – Die dunkle Fee (Maleficent)
- 2015: Wight (Kurzfilm)
- 2016: Fallen – Engelsnacht (Fallen)
- 2017: Ransom – The Castle (Fernsehserie)
- 2017: Victoria (Fernsehserie)
- 2018: Laughing Branches (Kurzfilm)
- 2018: Clique (Fernsehserie)
- 2019: The Devil’s Harmony (Kurzfilm)
- 2019: Music, War and Love
- 2019: Beecham House (Fernsehserie)
- 2019: Sanditon (Fernsehserie)
- 2020: Intelligence (Fernsehserie, eine Episode)
- 2020: Der Befreier – Der Feind (The Liberator, Mini-Serie)
- 2022: Vikings: Valhalla (Fernsehserie)
- 2023: Die Witwe Clicquot (Widow Clicquot)